# Vol de bijoux à l'Hôtel Métropole (téléfilm)
Pour la nouvelle, voir Vol de bijoux à l'Hôtel Métropole (nouvelle).
Vol de bijoux à l'Hôtel Métropole (The Jewel Robbery at the Grand Metropolitan) est un téléfilm britannique de la série télévisée Hercule Poirot, réalisé par Ken Grieve, sur un scénario d'Anthony Horowitz, d'après la nouvelle Vol de bijoux à l'Hôtel Métropole d'Agatha Christie. 
Ce téléfilm, qui constitue le 41e épisode de la série, a été diffusé pour la première fois le 7 mars 1993 sur le réseau d'ITV.

## Intrigue
Sur les conseils de son médecin, Hercule Poirot va se reposer à l'Hôtel Métropole de Brighton. Lors de son séjour, il se rend à une pièce de théâtre où l'actrice principale, Margaret Opalsen, porte un magnifique collier de perles, cadeau d'un tsar russe à une danseuse. Mais le soir même, le collier de perles est volé. Ed Opalsen, le producteur de la pièce, demande à Poirot d’enquêter mais celui-ci répond qu'il est en vacances. Cependant, Poirot est sans arrêt ennuyé à cause du jeu d'un journal local. Quitte à être dérangé, il décide de s'occuper de l'affaire.

## Fiche technique
- Titre français : Vol de bijoux à l'Hôtel Métropole
- Titre original : The Jewel Robbery at the Grand Metropolitan
- Réalisation : Ken Grieve
- Scénario : Anthony Horowitz, d'après la nouvelle Vol de bijoux à l'Hôtel Métropole (1923) d'Agatha Christie
- Décors : Rob Harris
- Costumes : Barbara Kronig
- Photographie : Chris O'Dell
- Montage : Andrew McClelland
- Musique originale : Christopher Gunning
- Casting : Rebecca Howard et Kate Day
- Production : Brian Eastman
  - Production déléguée : Nick Elliott
- Sociétés de production : Carnival Films, London Weekend Television
- Durée : 50 minutes
- Pays d'origine :  Royaume-Uni
- Langue originale : Anglais
- Genre : Policier
- Ordre dans la série : 41e - (8e épisode de la saison 5)
- Première diffusion :
  - Drapeau :  Royaume-Uni : 7 mars 1993 sur le réseau d'ITV

## Distribution
- David Suchet (VF : Roger Carel) : Hercule Poirot
- Hugh Fraser (VF : Jean Roche) : Capitaine Arthur Hastings
- Philip Jackson (VF : Claude d'Yd) : Inspecteur-chef James Japp
- Pauline Moran (VF : Laure Santana) : Miss Felicity Lemon
- Trevor Cooper : Ed Opalsen
- Sorcha Cusack : Margaret Opalsen
- Karl Johnson : Saunders (le chauffeur)
- Elizabeth Rider : Grace (une employée de l'hôtel)
- Simon Shepherd : Andrew Hall
- Hermione Norris : Celestine
- Tim Stern : le groom
- Andrew Carr (VF : Henri Djanik) : Hubert Devine (le détective de la pièce)
- Graham Rowe : le directeur de l'hôtel
- James McCusker : un journaliste
- Arthur Cox : Dr Hawker
- Eileen Dunwoodie : un vacancier
- Simon Molloy : un vacancier
- Jo Powell : un vacancier
- Peter Kelly : Len "le chanceux"
- Colin Stepney : un invité

## Remarques
Le téléfilm a conservé, en français, le titre de la nouvelle, bien que, dans le doublage français, les acteurs utilisent le nom de « Metropolitan » pour désigner l'hôtel dans lequel se déroule l'essentiel de l'intrigue. Le problème ne se posait pas dans la nouvelle, qui avait adapté le nom anglais « Grand Metropolitan » en « Hôtel Métropole », que ce soit dans le titre ou dans le texte lui-même.
À la fin du roman c'est le capitaine Hastings qui retrouve le bijou dans le lit de Mme Opalsen ... Mais pourquoi?.... A suivre
C'est la dernière nouvelle d'Agatha Christie mettant en scène Hercule Poirot qui est adapté. Tous les épisodes suivants seront des adaptations de romans.